# The Shock of the Lightning
"The Shock of the Lightning" é o vigésimo sétimo single da banda britânica Oasis e primeiro do seu sétimo álbum Dig Out Your Soul de 2008.
A música melodicamente é muito semelhante a "The Way It Is", da banda de indie rock The Strokes, mas nunca foi confirmado se eles realmente se inspiraram nessa canção para realizar "The Shock of the Lightning".

## Lista de faixas
- CD / 7"[1]

1. "The Shock of the Lightning" - 5:02
2. "Falling Down" (Chemical Brothers remix) - 4:32

- iTunes / Oasisinet exclusive bundle[1]

1. "The Shock of the Lightning" - 5:02
2. "Falling Down" (Chemical Brothers remix) - 4:32
3. "The Shock of the Lightning" (music video)

- Edição Japonesa SICP 2112

1. "The Shock of the Lightning" - 5:03
2. "The Shock of the Lightning" (Jagz Kooner remix) - 6:38
3. "Lord Don't Slow Me Down" - 3:18

## Paradas musicais
| País/Parada (2008)                                 | Melhor posição |
| -------------------------------------------------- | -------------- |
| Áustria (Ö3 Austria Top 75)                        | 53             |
| Bélgica (Ultratop 50 de Flandres)                  | 40             |
| Bélgica (Ultratip Bubbling Under da Valônia)       | 15             |
| Canadá (Canadian Hot 100)                          | 51             |
| Canadá (Billboard Rock)                            | 2              |
| Europa (Eurochart Hot 100)                         | 7              |
| França (SNEP)                                      | 38             |
| Alemanha (Offizielle Deutsche Charts)              | 48             |
| Irlanda (IRMA)                                     | 12             |
| Países Baixos (Single Top 100)                     | 47             |
| Escócia (Scottish Singles Chart)                   | 1              |
| Suécia (Sverigetopplistan)                         | 5              |
| Suíça (Schweizer Hitparade)                        | 42             |
| Reino Unido (UK Singles Chart)                     | 3              |
| Reino Unido (OCC UK Indie)                         | 1              |
| Estados Unidos (Billboard Hot 100)                 | 93             |
| Estados Unidos (Billboard Adult Alternative Songs) | 26             |
| Estados Unidos (Billboard Alternative Airplay)     | 12             |